# Estação Acoyte
A Estação Acoyte é uma das estações do Metro de Buenos Aires, situada em Buenos Aires, entre a Estação Río de Janeiro e a Estação Primera Junta. Faz parte da Linha A.
Foi inaugurada em 01 de julho de 1914. Localiza-se no cruzamento da Avenida Rivadavia com a Avenida Acoyte e a Avenida Jose Maria Moreno. Atende o bairro de Caballito.
Nas proximidades da estação se encontram o Sanatório Municipal "Dr Julio A. Méndez" e o Hospital "Dr. Carlos Durand". Trata-se de una zona comercial na que se encontra um shopping, um complexo de cinemas e diferentes galerias com comércios de variados rubros. Também pode encontrar-se zonas recreativas como o Parque Rivadavia e várias instituições educativas.
Esta estação pertenceu ao terceiro trecho da linha inaugurado o 1 de julho de 1914, que unia as estaciones de Primera Junta e Plaza de Mayo. Anteriormente se denominou José María Moreno.
O nome desta estação é em comemoração do Combate de Acoyte, produzido em 1818. Onde 20 gaúchos que pertenciam as forças de Martín de Güemes, comandados por Bonifacio Ruiz de los Llanos, derrotaram a 200 soldados realistas comandados pelo General Olañeta.